# Чуразов, Евгений Михайлович
Евгений Михайлович Чуразов (род. 1 ноября 1961 года) — советский, российский учёный-астрофизик, доктор физико-математических наук, академик РАН (2019).

## Биография
Сын физика М. Д. Чуразова. Окончил с отличием Московский физико-технический институт (факультет проблем физики и энергетики, 1985). Принадлежит к научной школе Зельдовича — Сюняева. В 1989 году защитил кандидатскую диссертацию «Теоретическое и экспериментальное (модуль квант) исследование источников рентгеновского излучения: остатки вспышек сверхновых, скопления галактик, пульсары».
Доктор физико-математических наук (1996; официальные оппоненты на защите диссертации Л. А. Вайнштейн, Д. А. Варшалович и А. М. Черепащук). Член-корреспондент Российской академии наук (2008), академик РАН (2019). Ведущий научный сотрудник Института космических исследований Российской академии наук, сотрудник Института астрофизики Общества Макса Планка в Гархинге (Германия). Член Международного астрономического союза. Заместитель научного руководителя международной орбитальной астрофизической обсерватории «Спектр-РГ».

## Общественная позиция
В феврале 2022 года подписал открытое письмо российских учёных и научных журналистов с осуждением вторжения России на Украину и призывом вывести российские войска с украинской территории.

## Научная деятельность
Область научных интересов — астрофизика высоких энергий, рентгеновская астрономия. Евгений Чуразов работает в области теоретической астрофизики и одновременно активно использует данные орбитальных обсерваторий, таких как рентгеновские обсерватории XMM-Newton (ЕКА) и Chandra (НАСА) и микроволновая обсерватория «Планк» (ЕКА). Был одним из лидеров анализа и интерпретации данных обсерваторий РЕНТГЕН (на модуле КВАНТ советского орбитального комплекса «Мир»), международной орбитальной обсерватории «Гранат» и ИНТЕГРАЛ (Европейское космическое агентство). В настоящее время основное направление исследований связано с физикой горячего газа в скоплениях галактик и космологией.
Один из ведущих и результативных российских астрофизиков. По данным NASA/Astrophysics Data System (ADS) на 2020 год: число цитирований 18000, индекс Хирша 72.
Важнейшие научные результаты
- Теория нагрева горячего газа в центрах скоплений галактик механической энергией потоков релятивистской плазмы от сверхмассивных чёрных дыр[3]. Эта теория решает проблему теплового баланса газа и совместной эволюции сверхмассивных чёрных дыр и эллиптических галактик.
- Исследования аннигиляционного излучения позитронов в центральной зоне Галактики[4].
- Измерения космического рентгеновского фона[5].
- Открытие гамма-линий радиоактивного 56Со от сверхновой SN 2014J типа Ia[6][7].
- Развитие новых методов диагностики горячей плазмы в скоплениях галактик[8].
- Исследование молекулярного газа и энерговыделения сверхмассивной чёрной дыры в центре нашей Галактики[9].

## Награды и премии
- 1994 г. Медаль им. Я. Б. Зельдовича для молодых учёных Комитета по космическим исследованиям (КОСПАР), Комиссия E
- 2014 г. Золотая медаль сэра Хэрри Мэсси Комитета по космическим исследованиям (КОСПАР)
- 2017 г. премия им. А. А. Белопольского Российской академии наук
- 2024 г. Медаль ордена «За заслуги перед Отечеством» II степени (15 февраля 2024 года) — за большой вклад в развитие отечественной науки, многолетнюю плодотворную деятельность и в связи с 300-летием со дня основания Российской академии наук[10]